# 克拉伦斯·文森
克拉伦斯·文森（英語：Clarence Vinson，1978年7月10日—），生于华盛顿，美国男子拳击运动员。他曾代表美国参加2000年夏季奥林匹克运动会拳击比赛，获得男子54公斤级铜牌。